# いすず (護衛艦)
いすず（ローマ字：JDS Isuzu, DE-211→ASU-7015）は、海上自衛隊の護衛艦。いすず型護衛艦の1番艦。艦名は
三重県の伊勢市を流れる五十鈴川に由来し、この名を受け継いだ日本の艦艇としては、旧海軍の長良型軽巡洋艦「五十鈴」に続き2代目にあたる。

## 艦歴
「いすず」は、第1次防衛力整備計画に基づく昭和34年度計画乙型警備艦1211号艦として、三井造船玉野造船所で1960年4月16日に起工され、1961年1月17日に進水、1961年7月29日に就役し、舞鶴地方隊に直轄艦として編入された。
Mk.63射撃指揮装置及びMk.108対潜ロケット発射機は米国からの供与が遅れたため、未装備のまま就役し、1962年に装備された。
1961年12月20日、舞鶴地方隊隷下に第31護衛隊が新編され「もがみ」とともに編入された。
1962年10月1日、第31護衛隊が第3護衛隊群隷下に編成替え。
1965年8月にソナーを換装。
1969年10月1日、第31護衛隊が再び舞鶴地方隊隷下に編成替え。
1974年10月15日から翌1975年2月5日まで改装工事が実施され、Mk.108対潜ロケット発射機及びMk.2短魚雷落射機が撤去され、71式ボフォース・ロケット発射機及び68式3連装短魚雷発射管が装備された。
1987年7月1日、舞鶴地方隊に直轄艦として編入。
1988年4月8日、特務艦に種別変更され、艦籍番号がASU-7015に変更。編入後は警備任務に従事した。なお、特務艦への改装工事で長魚雷発射管が撤去された。
1992年3月25日、除籍。